# Ipomoea rumicifolia
Ipomoea rumicifolia är en vindeväxtart som beskrevs av Jacques Denys Denis Choisy. Ipomoea rumicifolia ingår i släktet praktvindor, och familjen vindeväxter. Inga underarter finns listade i Catalogue of Life.